# ریبونوکلئاز
ریبونوکلئاز (معمولاً به اختصار: RNase) نوعی نوکلئاز است که تجزیهٔ آران‌ای را به اجزای کوچک‌تر، کاتالیز می‌کند. ریبونوکلئازها را می‌توان به اندوریبونوکلئازها و اگزوریبونوکلئازها تقسیم کرد و شامل چندین زیرمجموعه در رده‌های آنزیمی EC 2.7 (برای آنزیم‌های فسفرولیتیک) و ۳٫۱ (برای آنزیم‌های هیدرولیتیک) است.

## عملکرد
همهٔ موجودات زندهٔ که مورد مطالعه قرار گرفته‌اند، حاوی ریبونوکلئازهای زیادی از دو ردهٔ مختلف هستند که نشان می‌دهد تجزیهٔ آران‌ای، یک فرایند بسیار کهن و مهم است. علاوه بر پاکسازی آران‌ای‌های سلولی که دیگر مورد نیاز نیستند، ریبونوکلئازها نقش کلیدی در بلوغ همهٔ مولکول‌های آران‌ای دارند، که هم شامل آران‌ای‌های پیام‌رسان که حامل مواد ژنتیکی برای ساختن پروتئین‌ها هستند و هم آران‌ای‌های غیر-کدکننده عمل‌کننده در فرآیندهای سلولی مختلف است. علاوه بر این، فرایندهای تجزیهٔ فعال آران‌ای نخستین خط دفاعی در مقابل آران‌ای ویروس‌ها هستند و ابزاری زیربنایی را برای فرایندهای ایمنی پیشرفته‌تر مانند تداخل آران‌ای فراهم می‌کنند.
برخی از سلول‌ها نیز مقادیر زیادی از ریبونوکلئازهای غیراختصاصی مانند A و T1 ترشح می‌کنند؛ بنابراین، ریبونوکلئازها بسیار رایج هستند و در نتیجه، آران‌ای‌های آزاد در محیط و غیرمحافظت‌شده، طول عمر بسیار کوتاهی دارند و به‌سرعت توسط ریبونوکلئازها تجزیه می‌شوند. تمام آران‌ای‌های درون‌سلولی با تعدادی استراتژی از جمله کلاهک‌گذاری '۵، پلی‌آدنیلاسیون ۳' انتهایی، تشکیل دوبلکس آران‌ای-آران‌ای و تا شدن در یک مجموعهٔ پروتئین- آران‌ای (ذرهٔ ریبونوکلئوپروتئین یا RNP) از فعالیت ریبونوکلئازها محافظت می‌شوند. .
مکانیسم دیگر محافظت، مهارکنندهٔ ریبونوکلئاز (RI) است که شامل بخش نسبتاً بزرگی از پروتئین سلولی (~۰٫۱٪) در برخی از انواع سلول است و به ریبونوکلئازهای خاصی با بالاترین میل ترکیبی از هر برهم‌کنش پروتئین-پروتئین متصل می‌شود. ثابت تفکیک برای کمپلکس RI-RNase A در شرایط فیزیولوژیکی ~20 fM است. RI در اکثر آزمایشگاه‌هایی که آران‌ای را مطالعه می‌کنند برای محافظت از نمونه‌های خود در برابر تخریب ناشی از ریبونوکلئازهای محیطی استفاده می‌شود.
مشابه آنزیم‌های محدودکننده که توالی‌های بسیار خاص دی‌ان‌ای دو رشته‌ای را می‌شکافند، اخیراً انواعی از اندوریبونوکلئازها که توالی‌های خاصی از آران‌ای تک‌رشته‌ای را تشخیص داده و می‌شکنند، شناسایی و طبقه‌بندی شده‌اند.
ریبونوکلئازها در بسیاری از فرآیندهای زیستی از جمله رگ‌زایی و خودناسازگاری (Self-incompatibility) در گیاهان گل‌دار (آنژیوسپرم‌ها) نقش حیاتی دارند. نشان داده شده‌است که بسیاری از سموم پاسخ به استرس سیستم‌های توکسین-آنتی‌توکسین پروکاریوتی دارای فعالیت ریبونوکلئازی و هم‌ساختی هستند.

### انواع اصلی اندوریبونوکلئازها

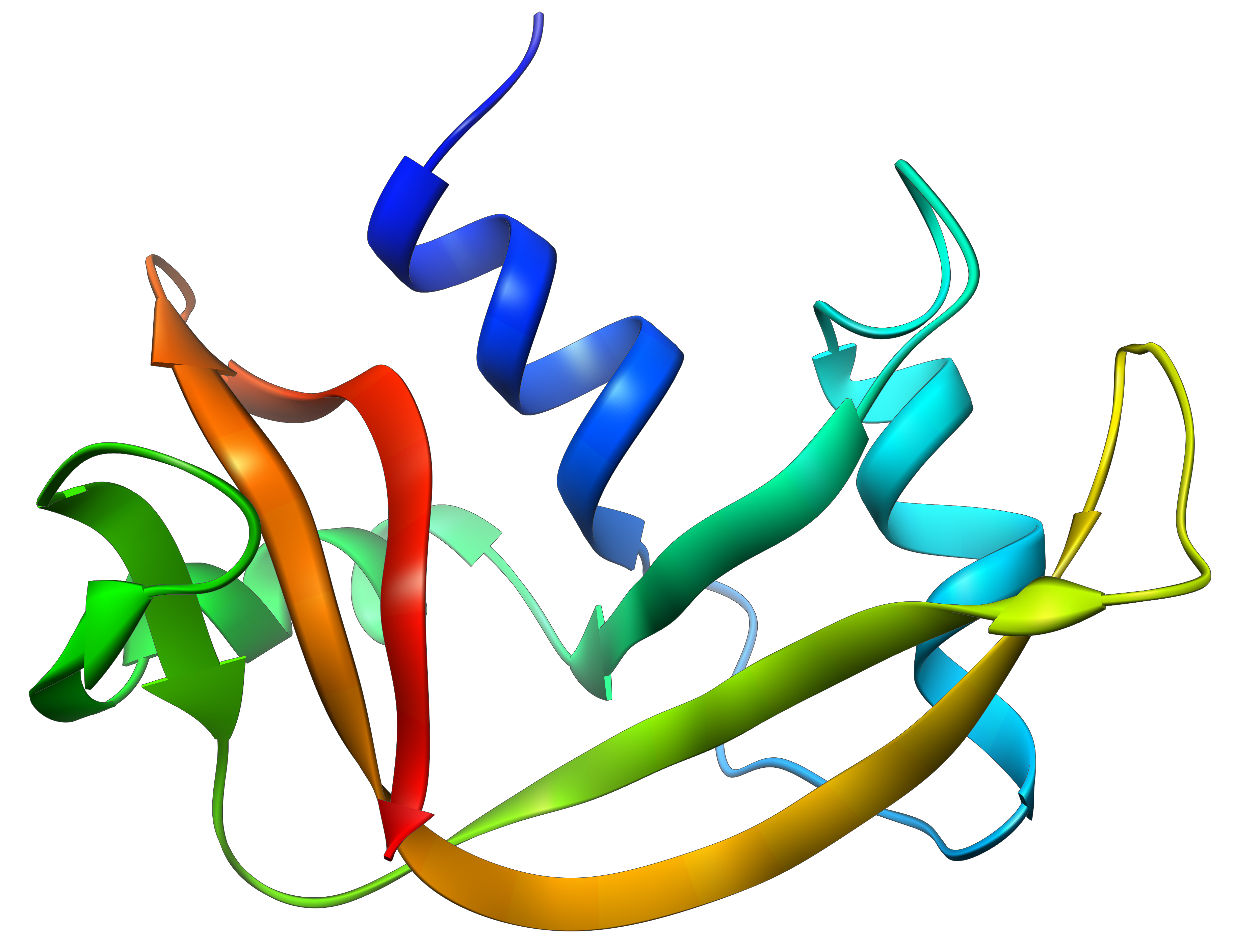
ساختار ریبونوکلئاز اِی

## طبقه‌بندی

### انواع اصلی اندوریبونوکلئازها[۵]
- RNase A
- RNase H
- RNase III
- RNase L
- RNase P
- RNase PhyM
- RNase T1
- RNase T2
- RNase U 2
- RNase G
- RNase V
- RNase E

### انواع اصلی اگزوریبونوکلئازها
.Polynucleotide Phosphorylase (PNPase)
RNase PH
RNase R
RNase D
RNase T
Oligoribonuclease
Exoribonuclease I
Exoribonuclease II

## آلودگی ریبونوکلئازی هنگام استخراج آران‌ای
استخراج آران‌ای در آزمایش‌های زیست‌شناسی مولکولی به‌دلیل وجود ریبونوکلئازهای مقاوم موجود در همه‌جا که نمونه‌های آزمایشگاهی آران‌ای را تجزیه می‌کنند، بسیار پیچیده‌است. برخی از ریبونوکلئازها می‌توانند بسیار مقاوم باشند و غیرفعال کردن آن‌ها در مقایسه با خنثی کردن دئوکسی‌ریبونوکلئازها دشوارتر است. علاوه بر ریبونوکلئازهای سلولی که آزاد می‌شوند، چندین نوع دیگر از ریبونوکلئازها نیز در محیط وجود دارند. ریبونوکلئازها به گونه‌ای تکامل یافته‌اند که عملکردهای خارج سلولی زیادی در موجودات زندهٔ مختلف دارند. برای مثال، ریبونوکلئاز ۷، یکی از اعضای اَبَرخانوادهٔ ریبونوکلئاز اِی، توسط پوست انسان ترشح می‌شود و به‌عنوان یک دفاع ضد میکروبی قوی عمل می‌کند. برخی ریبونوکلئازهای ایمنی، از راه بی‌ثبات کردن غشای سلولی باکتری‌ها عمل می‌کنند.